# Brabham BT61Y
Brabham BT61Y – projekt samochodu Formuły 1 dla zespołu Brabham na sezon 1993. BT61Y nigdy nie wziął udziału w wyścigu, a ostatnim sezonem brytyjskiego zespołu w Formule 1 był sezon 1992.

## Historia
Po problemach finansowych i upadku Brabhama w 1992 roku Yamaha planowała przejąć zespół, zbudować samochód i wystawić go w sezonie 1993 Formuły 1. Jednakże właściciel Yamahy nie zgodził się, anulowano plany i projekt upadł. Panują opinie, że w 1993 roku w stawce samochodów Formuły 1 pojawiłby się Brabham BT61Y-Yamaha, gdyby Yamaha przejęła Brabhama.
Po anulowaniu projektu przez Yamahę nowy właściciel Brabhama, Alan Randall, zlecił firmie Galmer Engineering wykonanie projektu samochodu Brabham na sezon 1993. Po wstępnym zaprojektowaniu samochodu pomysł jednak zarzucono i Brabham nigdy więcej nie pojawił się w Formule 1.